# Hum (Geologie)

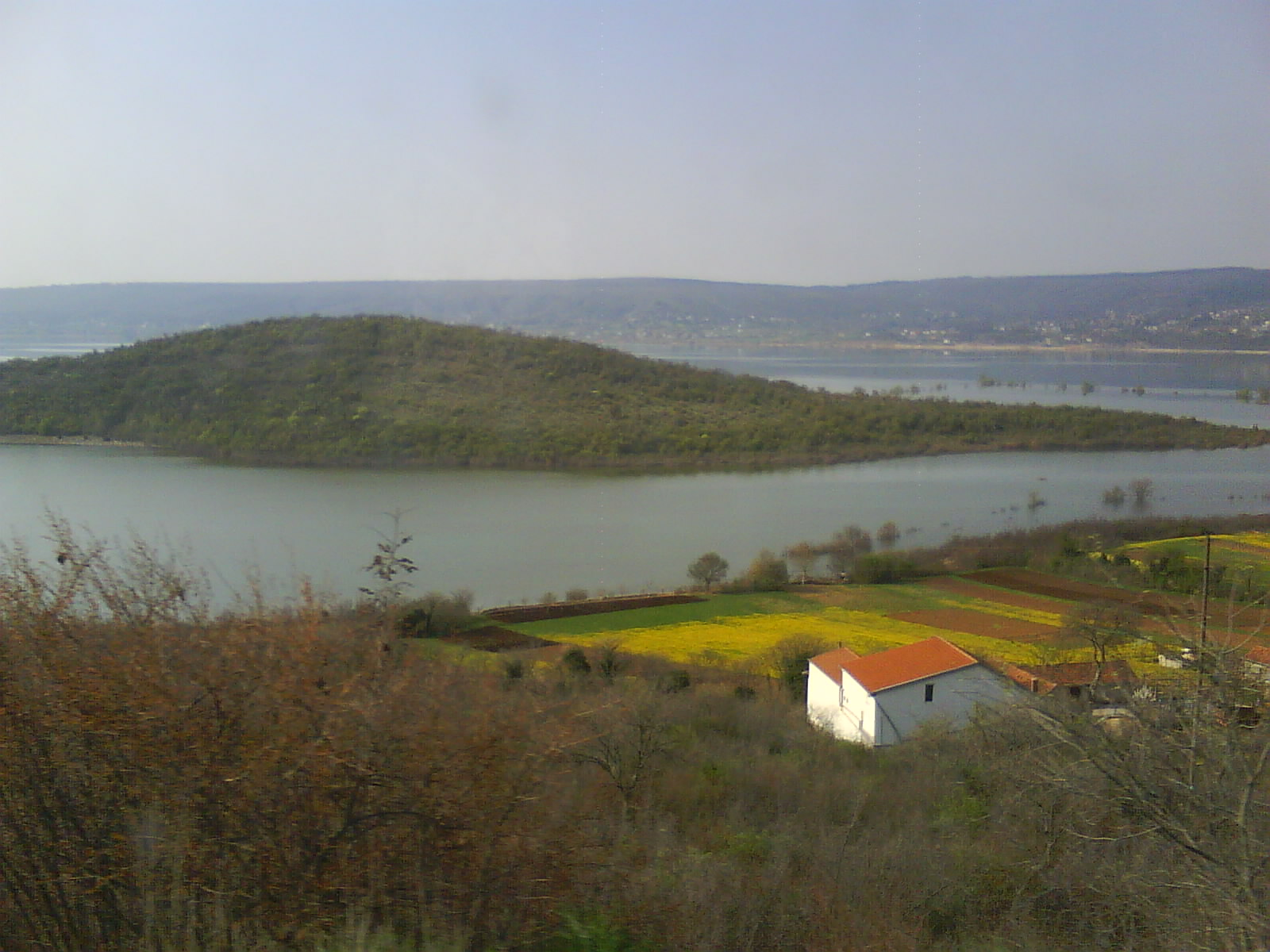
Hum im Mostarsko blato, ein Polje zwischen Široki Brijeg und Mostar

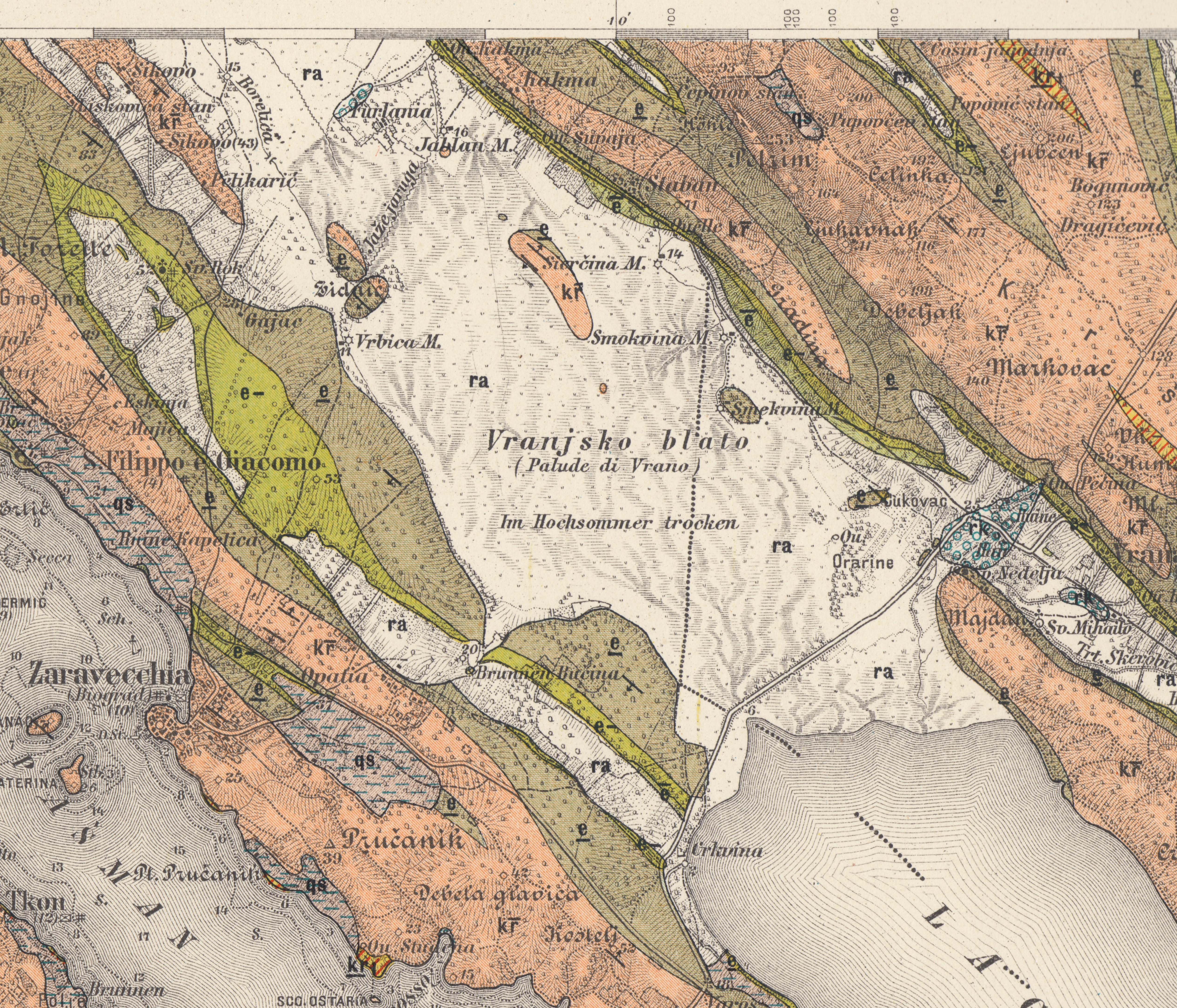
Ausschnitt einer geologischen Karte (1905): Einzelne Hume in der versumpften Ebene des Vranjsko blato, dargestellt als kleine farbige inselartige Bereiche (Kalksteine: ocker=kr und grauoliv=e)

Als Hum (auch Karstinselberg, Karstresthügel, Karstrestklippe; Plural: Hume), eine Erscheinungsform in Karstlandschaften, werden Inselberge, Kuppen oder kleine Rücken aus verkarstungsfähigem Gestein in Verebnungsflächen des Karstes bezeichnet. Abhängig vom Fortschritt der Erosionsprozesse im mediterranen Karst, die auch zur Bildung von Poljen führen, treten solche hügelartigen Erhebungen häufig auf. Das Phänomen mit der Bezeichnung „Hum“ wurde 1918 von Jovan Cvijić beschrieben.

## Entstehung
Hume entstehen in der Endphase eines Karstzyklus, wo Karstwässer einen Gesteinsuntergrund durch Lösungsvorgänge abgetragen haben. Infolge der Abdichtung des verkarsteten Untergrundes durch später überdeckende und verstopfende Schwemmkegel kam dieser Prozess zum Stillstand und es vollzieht sich eine korrosive Erweiterung der Talausdehnung an den Randbereichen in der Kontaktzone mit dem aufgestauten Wasservolumen. In der Talebene vorhandene Teilbereiche, die von der Korrosionswirkung des Wassers geringer betroffen waren, wurden weniger abgetragen. Dieser uneinheitliche Verlauf im Verkarstungsprozess erzeugt ein residuales Korrosionsrelief im Polje, das ältere und dadurch höher liegende Reliefbereiche enthält, die nun aus den jüngsten Sedimentebenen herausragen. Solche inselförmigen Kalksteinerhebungen können zudem trockengefallene Höhlensysteme enthalten.

## Namen
Die Karsterscheinung ist nach einer Lokalität „Hum“ im Popovo polje in Bosnien und Herzegowina benannt.
Als synonyme Bezeichnungen sind bekannt:
- in Kuba sowie den USA: Mogote
- in Puerto Rico: Pepino Hills oder Haystack Hills